# Hockey su prato ai Giochi della IV Olimpiade
L'hockey su prato ai Giochi olimpici 1908 fu rappresentato dal solo torneo maschile.
Vi parteciparono sei squadre provenienti da tre stati: l'Inghilterra, Irlanda, Scozia, Galles, Germania e Francia.

## Risultati

### Primo turno
| Londra 29 ottobre 1908                              | Scozia    | 4 – 0 (3 - 0) | Germania | Stadio di White City |
| \| \| \| \| \| Burt Laing Walker \| Marcatori \| \| |           |               |          |                      |
|                                                     |           |               |          |                      |
| Burt Laing Walker                                   | Marcatori |               |          |                      |

| Londra 29 ottobre 1908                                                       | Inghilterra | 10 – 1 (4 - 0) | Francia | Stadio di White City |
| \| \| \| \| \| Green Logan Pridmore Rees Shoveller \| Marcatori \| Poupon \| |             |                |         |                      |
|                                                                              |             |                |         |                      |
| Green Logan Pridmore Rees Shoveller                                          | Marcatori   | Poupon         |         |                      |

### Semifinali
Non ci furono spareggi per il terzo posto, così le perdenti delle semifinali ricevettero entrambi la medaglia di bronzo.
| Londra 30 ottobre 1908                                          | Irlanda   | 3 – 1 (2 - 0) | Galles | Stadio di White City |
| \| \| \| \| \| Gregg Power Robinson \| Marcatori \| Williams \| |           |               |        |                      |
|                                                                 |           |               |        |                      |
| Gregg Power Robinson                                            | Marcatori | Williams      |        |                      |

| Londra 30 ottobre 1908                                            | Scozia    | 1 – 6 (0 - 2)            | Inghilterra | Stadio di White City |
| \| \| \| \| \| Walker \| Marcatori \| Logan Pridmore Shoveller \| |           |                          |             |                      |
|                                                                   |           |                          |             |                      |
| Walker                                                            | Marcatori | Logan Pridmore Shoveller |             |                      |

### Extra match
Una partita tra le due squadre Continentali si giocò tra le semifinali e la finale. Poiché sia la Francia sia la Germania vennero eliminate al primo turno questa partita extra può essere considerata una finale 5º/6º posto.
| Londra 30 ottobre 1908                   | Germania  | 1 – 0 (1 - 0) | Francia | Stadio di White City |
| \| \| \| \| \| Möding \| Marcatori \| \| |           |               |         |                      |
|                                          |           |               |         |                      |
| Möding                                   | Marcatori |               |         |                      |

### Finale
| Londra 31 ottobre 1908                                               | Inghilterra | 8 – 1 (3 - 0) | Irlanda | Stadio di White City |
| \| \| \| \| \| Prindmore Shoveller Logan \| Marcatori \| Robinson \| |             |               |         |                      |
|                                                                      |             |               |         |                      |
| Prindmore Shoveller Logan                                            | Marcatori   | Robinson      |         |                      |

## Classifica finale
| Classifica | Classifica  | Classifica |
| ---------- | ----------- | --- |
|            | Inghilterra | Louis Baillon, Harry Freeman, Eric Green, Gerald Logan, Alan Noble, Edgar Page, Reggie Pridmore, Percy Rees, John Yate Robinson, Stanley Shoveller, Harvey Wood (portiere)                         |
|            | Irlanda     | Edward Allman-Smith, Henry Brown, Walter Campbell, William Graham, Richard Gregg, Edward Holmes (portiere), Robert Kennedy, Henry Murphy, Walter Peterson, Charles Power, Frank Robinson           |
|            | Scozia      | Alexander Burt (portiere), John Burt, Andrew Dennistoun, Charles Foulkes, Hew Fraser, James Harper-Orr, Ivan Laing, Hugh Neilson, William Orchardson, Norman Stevenson, Hugh Walker                |
| 4          | Galles      | Frederick Connah, Llewellyn Evans, Arthur Law, Richard Lyne, Wilfred Pallott, Frederick Phillips, Edward Richards, Charles Shephard, Bertrand Turnbull (portiere), Philip Turnbull, James Williams |
| 5          | Germania    | Alfons Brehm, Elard Dauelsberg, Franz Diederichsen, Carl Ebert (portiere), Jules Fehr, Mauricio Galvao, Raulino Galvao, Fritz Möding, Friedrich Wilhelm Rahe, Albert Studemann, Friedrich Uhl      |
| 6          | Francia     | R. P. Aublin, David Baidet, Raoul Benoît, André Bounal, Louis Gautier, Daniel Girard, Charles Pattin, Louis Poupon, Frédéric Roux, René Salarnier (portiere), Louis Saulnier                       |